# Lorenzo Brown
Lorenzo Dontez Brown (ur. 26 sierpnia 1990 w Roswell) – amerykański koszykarz, występujący na pozycjach rozgrywającego oraz rzucającego obrońcy, obecnie zawodnik Uniksu Kazań.
8 stycznia 2016 podpisał 10-dniowy kontrakt z zespołem Phoenix Suns, a 18 stycznia kolejny. Kiedy umowa wygasła nie została ponownie przedłużona. 29 stycznia został wybrany do drużyny Wschodu na D-League All-Star Game. 2 lutego 2016 roku trafił do Grand Rapids Drive.
18 marca 2016 podpisał 10-dniową umowę z Detroit Pistons, a 28 marca kolejną. Następnie 13 kwietnia związał się z klubem już do końca sezonu.
7 stycznia 2019 został zwolniony przez Toronto Raptors. 3 sierpnia dołączył do serbskiej Crvenej Zvezdy MTS Beograd.
14 lipca 2020 został zawodnikiem tureckiego Fenerbahçe Beko. 17 czerwca 2021 opuścił klub. 23 lipca 2021 zawarł umowę z rosyjskim Uniksem Kazań.

## Osiągnięcia
Stan na 26 lipca 2021, na podstawie, o ile nie zaznaczono inaczej.
NCAA
- Uczestnik:
  - rozgrywek Sweet Sixteen turnieju NCAA (2012)
  - turnieju NCAA (2012, 2013)
- Zaliczony do:
  - II składu:
    - turnieju ACC (2012)
    - ACC (2013)

  - III składu ACC (2012)

Drużynowe
- Wicemistrz:
  - G-League (2018)[14]
  - Turcji (2021)
- Finalista Pucharu Serbii (2020)

Indywidualne
- MVP G-League (2018)
- Zaliczony do:
  - I składu:
    - G-League (2018)[15]
    - turnieju D-League Showcase (2015)

  - składu honorable mention turnieju NBA D-League Showcase  (2014)
- Uczestnik meczu gwiazd D-League (2015, 2016)[16]